# Al-'Ajún
Al-'Ajún (arabsky العيون‎; přepisováno též podle španělštiny El-Ajún, El Aaiún, či francouzsky Laayoune) je nejdůležitější město Západní Sahary, se zhruba 217 tisíci obyvateli (stav 2014). Od roku 1975 je spravováno Marokem a má status provinčního města, jako hlavní město si jej však zároveň nárokuje Saharská arabská demokratická republika, zastupovaná ozbrojenou vlasteneckou organizací Polisario. Al-'Ajún je současně i názvem uprchlického tábora v alžírském Tindúfu.

## Dějiny
Jméno Al-'Ajún znamená v arabštině prameny a odráží skutečnost, že město bylo založeno roce 1932 na místě, kde došlo k objevu značných zdrojů volné podzemní vody. V roce 1946 se Al-'Ajún stal centrem Španělské Sahary, kde také sídlil generální guvernér. V roce 1970 došlo k demonstraci vedené Mohammedem Bassirim, při níž španělská cizinecká legie střílela do davu a zabila 11 lidí, další stovky jich byly zatčeny a Bassiri zřejmě zemřel ve španělském vězení na následky týrání.
V roce 1975 podepsalo Španělsko, Maroko a Mauretánie dohodu o rozdělení Západní Sahary na dvě části, severní část zahrnující i Al-'Ajún připadla Maroku, jižní pak Mauretánii, a to navzdory protestům Polisario i OSN. V únoru 1976 fakticky skončila španělská správa nad tímto územím. V roce 1979 se Mauretánie vzdala jižní části Západní Sahary a celé území bývalé španělské kolonie obsadilo Maroko. V následujících desetiletích ve městě vzrostl počet Maročanů, kteří sem přicestovali z důvodu výhodných životních podmínek, mezi které patří např. dotované nízké životní náklady a vládní investice do moderní infrastruktury. Státní úředníci zde mají výrazně vyšší mzdy než v Maroku. Tyto skutečnosti vedly k populačnímu růstu, v roce 1970 čítal Al-'Ajún 24 tisíc obyvatel (z čehož byla polovina Evropanů), dnes se počet obyvatel přibližuje ke 200 tisícům.

## Galerie

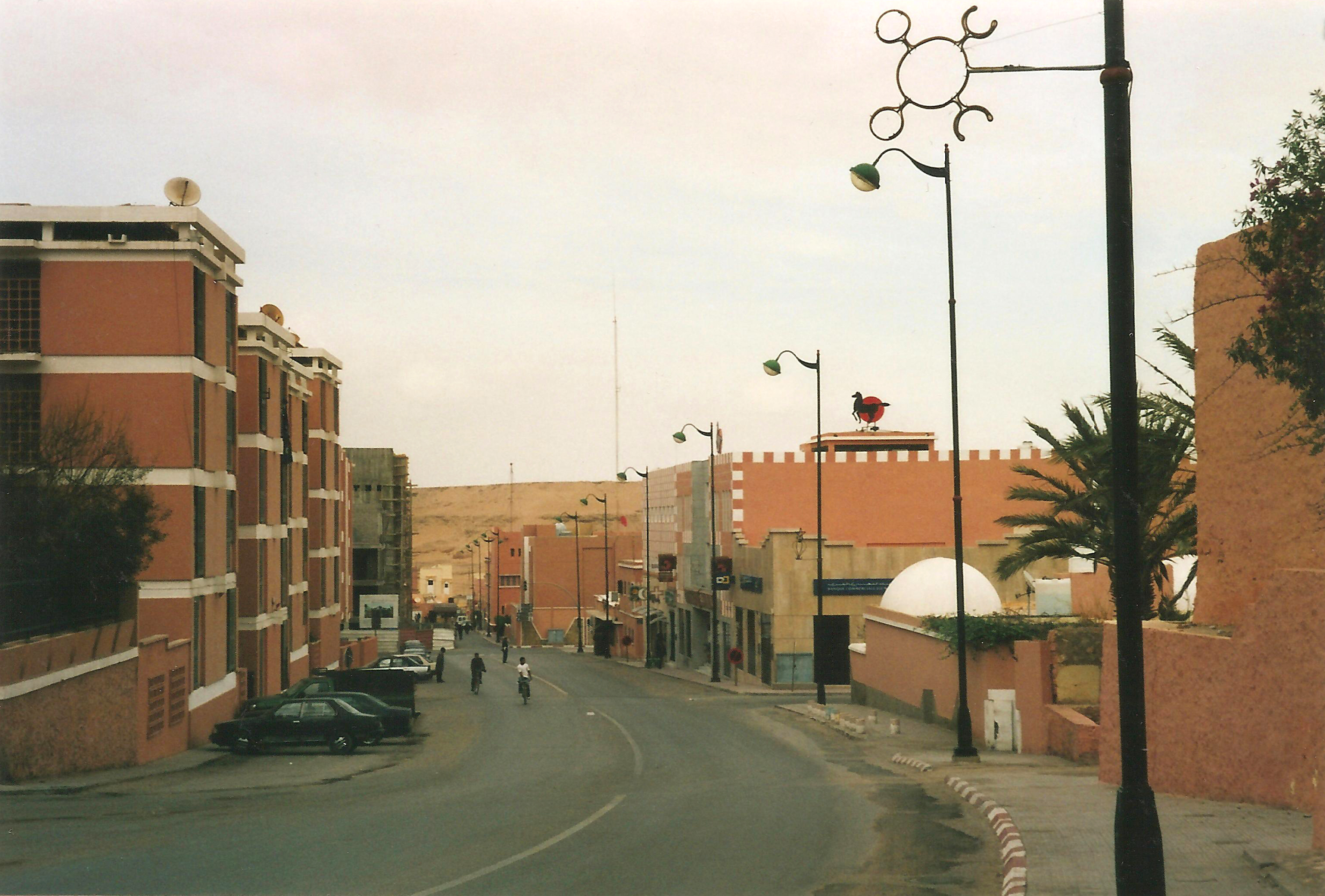
Vnitřní město
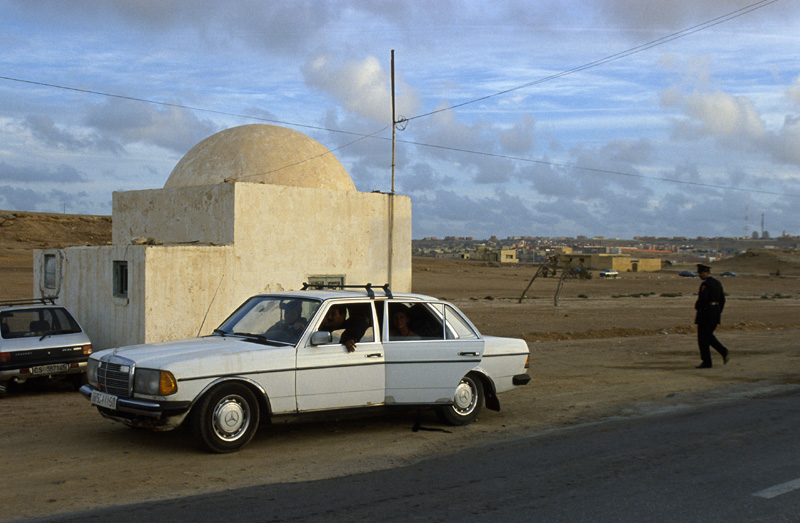
Vojenské kontrolní stanoviště před městem
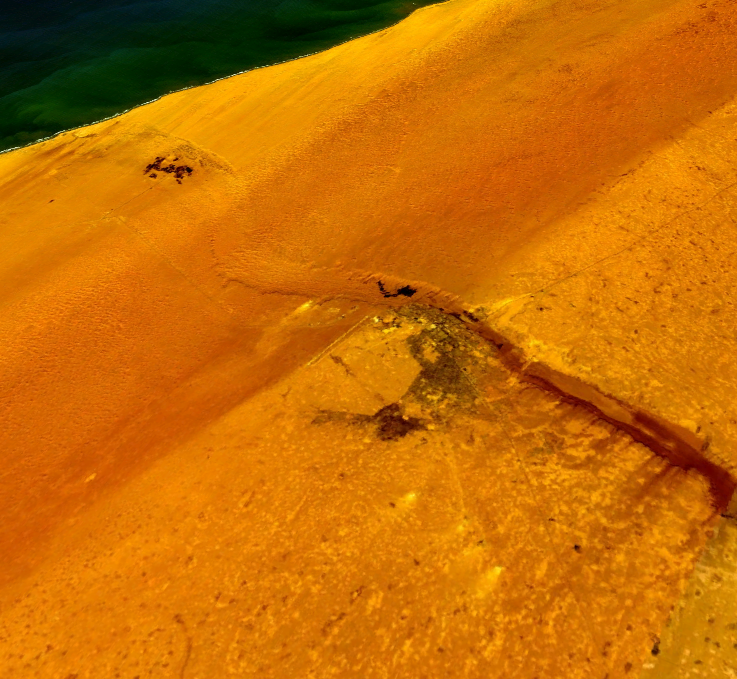
Satelitní obraz Al-'Ajún

## Partnerská města
- Almería, Španělsko[1]
- Avilés, Španělsko[2]
- Comunità montana Lunigiana, Itálie
- Florencie, Itálie
- Malaga, Španělsko[3]
- Montevideo, Uruguay[4]
- Tena, Ekvádor[5]